# RRS1
RRS1‏ (Ribosome biogenesis regulator homolog) هوَ بروتين يُشَفر بواسطة جين RRS1 في الإنسان.